# Orthopsittaca manilatus
El guacamayo de vientre rojo (Orthopsittaca manilatus) es un ave de la familia de los loros (Psittacidae) y el único miembro del género Orthopsittaca.
Vive en Sudamérica, en ambientes tropicales, desde Colombia y Trinidad hacia Bolivia y Perú, y hasta el centro de Brasil. Suele frecuentar pantanos y bosques de palmeras (Mauritia flexuosa), en las cuales suele anidar comunalmente. Aunque es una especie relativamente común, en algunas zonas ha desaparecido debido a la destrucción de su hábitat y a su captura para el tráfico de mascotas exóticas.
Como la mayoría de los loros, el guacamayo de vientre rojo pone de 2 a 3 huevos en la cavidad de un árbol, principalmente palmeras.
De media alcanza una longitud adulta de unos 46 cm y un peso de 370 g. Posee la típica y larga cola de los guacamayos. Su plumaje es de un tono verde; tiene una mancha de color rojo borgoña en el vientre; su frente y hombros son azules y su pecho tiene un tinte gris; la parte inferior de las alas y la cola son de un tono amarillo apagado. La parte de su rostro desprovista de plumas es de color amarillo. Macho y hembra son similares. La principal diferencia entre individuos adultos y jóvenes es que los jóvenes tienen una franja lateral blanca en el pico, la cual desaparece al año de edad; comparte esta característica con el guacamayo de Spix (Cyanopsitta spixii).
Los guacamayos de vientre rojo emiten chillidos agudos para comunicarse entre sí. Se alimentan de dátiles y semillas de palmera. Suelen mostrar gran actividad durante el día.